# Josef Rief (Politiker)

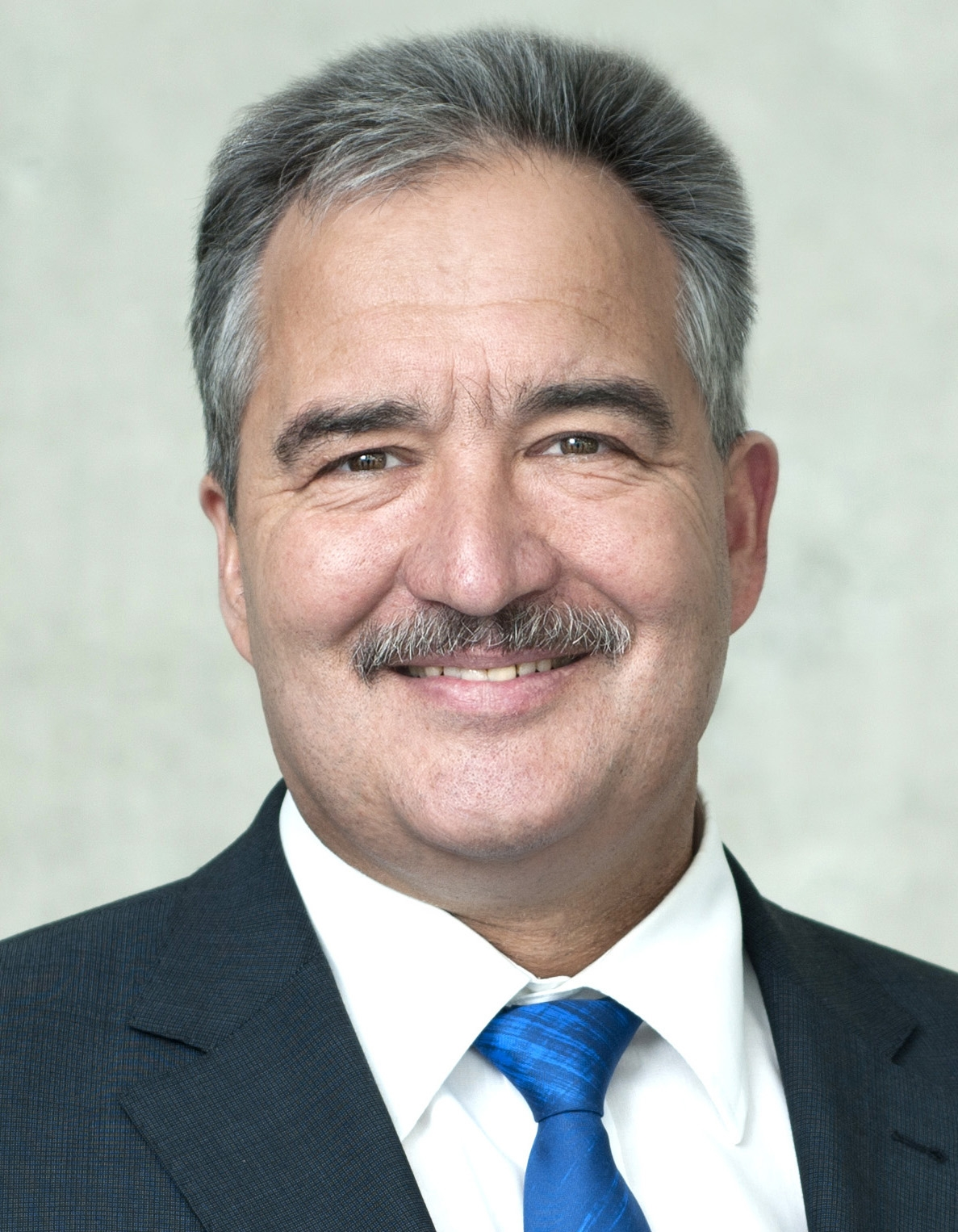
Josef Rief (2013)

Josef Rief (* 13. April 1960 in Illertissen) ist ein deutscher Landwirt, Politiker (CDU). Von 2009 bis 2025 war er Mitglied des Deutschen Bundestages für den Bundestagswahlkreis Biberach.

## Leben und Beruf
Geboren in Illertissen, aufgewachsen in Kirchberg an der Iller, besuchte er die Grundschule in Kirchberg an der Iller und später die Hauptschule in Gutenzell-Hürbel, Erolzheim und Kirchberg.  Von 1978 bis 1980 absolvierte er die Fachschule für Landwirtschaft in Biberach an der Riß. Zunächst leistete er 1980 seinen Grundwehrdienst beim Raketenartilleriebataillon 250 in Großengstingen und später bei den Heeresfliegern des Mittleren Transporthubschrauberregiments 25 „Oberschwaben“ in Laupheim. Danach absolvierte er den Realschulabschluss an der Abendrealschule Biberach. 1984 legte er die Prüfung zum Landwirtschaftsmeister ab. Er betreibt einen Schweinezuchtbetrieb und eine kleine Imkerei in Kirchberg an der Iller.
Rief ist verheiratet und Vater von drei Kindern.

## Partei
Er trat 1978 in die Junge Union ein. 1985 wurde er Mitglied der CDU. Im selben Jahr besuchte er die Landjugendakademie Bonn. Seit 1996 ist er Vorsitzender des CDU-Gemeindeverbandes Kirchberg und von 1989 bis 1999 Mitglied im Gemeinderat von Kirchberg. 1999 wurde er Kreisvorsitzender der CDU im Landkreis Biberach und seit 2002 Mitglied im Kreistag. 2007 wurde er Mitglied im CDU-Landesvorstand von Baden-Württemberg.

## Abgeordneter
2009 gewann Rief bei der Bundestagswahl das Direktmandat im Bundestagswahlkreis Biberach, zu dem seit 2009 auch wieder Teile des Altlandkreises Wangen gehören und wurde Mitglied des Deutschen Bundestages. Am 5. Juli 2012 wurde er zum Kandidaten der CDU für die Bundestagswahl 2013 nominiert und auch wiedergewählt. Bei der Bundestagswahl 2013 erhielt Josef Rief mit einem Zuwachs von 16,3 Prozent der Stimmen das beste Zuwachsergebnis bei den Erststimmen unter alle CDU-Abgeordneten. 2016 nominierten die Mitglieder der CDU im Kreis Biberach Josef Rief mit 99,4 Prozent der Stimmen erneut als Kandidaten für die Bundestagswahl 2017.
Im 19. Deutschen Bundestag war Rief ordentliches Mitglied im Haushaltsausschuss, im Rechnungsprüfungsausschuss, sowie im Ausschuss für Familie, Senioren, Frauen und Jugend. Zudem gehörte er als stellvertretendes Mitglied dem Ausschuss für Ernährung und Landwirtschaft an.
Bei der Bundestagswahl 2025 kandidierte Rief nicht erneut.

## Ehrenamt
Rief war langjähriges Vorstandsmitglied des Grünen Kreises der Landjugend in Biberach sowie  in verschiedenen Funktionen im Bauernverband Biberach aktiv.
In der deutschen Abteilung der Weltliga für Freiheit und Demokratie engagiert sich Josef Rief als Vorstandsmitglied.
Rief ist außerdem Mitglied der überparteilichen Europa-Union Deutschland, die sich für ein föderales Europa und den europäischen Einigungsprozess einsetzt.